# Ramal A3 del Ferrocarril Belgrano
El Ramal A3 pertenecía al Ferrocarril General Belgrano, Argentina.

## Ubicación
Se hallaba en la provincia de La Rioja. Atravesaba los departamentos Independencia y Chilecito.

## Características
Era un ramal de la red de trocha angosta del Ferrocarril General Belgrano, cuya extensión era de 126 km entre las cabeceras departamentales Patquía y Chilecito. Corría paralelamente a la Ruta Nacional 74. Se encuentra a cargo de la empresa estatal Trenes Argentinos Infraestructura.

## Historia
El ramal fue propiedad del Ferrocarril Central Norte Argentino. Fue habilitado en 1904 para pasajeros y transporte de cargas. El último tren funcionó en 1990.
El 19 de abril de 2021, se presentó el proyecto del Corredor Bioceánico ferroviario. Este ramal, es uno de los proyectados a rehabilitar en una tercera etapa.